# ニシイワツバメ
ニシイワツバメ （西岩燕、学名:Delichon urbica）は、スズメ目ツバメ科に分類される鳥類の一種。イワツバメの一亜種として分類されることもある。

## 分布
繁殖地ヨーロッパからユーラシア大陸北部一帯
越冬地アフリカ南西部、東南アジア
日本では数少ない旅鳥として、主に春に日本海の島嶼部で記録される。富山県では秋の記録がある。

## 形態
体長約15cm。イワツバメに似ているが、やや大きく体が太めである。体の上面は青色の光沢のある黒色で、体の下面は白色。腰に白色部がありこれが背中の下部から尾筒の上部まであることで、イワツバメと区別できる。

## 生態
泥で作った巣を人の建造物などに架ける。海岸や山地の岩場にも営巣する。
食性は飛虫。

## 絶滅危惧評価
- LEAST CONCERN (IUCN Red List Ver. 3.1 (2001))
[1]

## ギャラリー

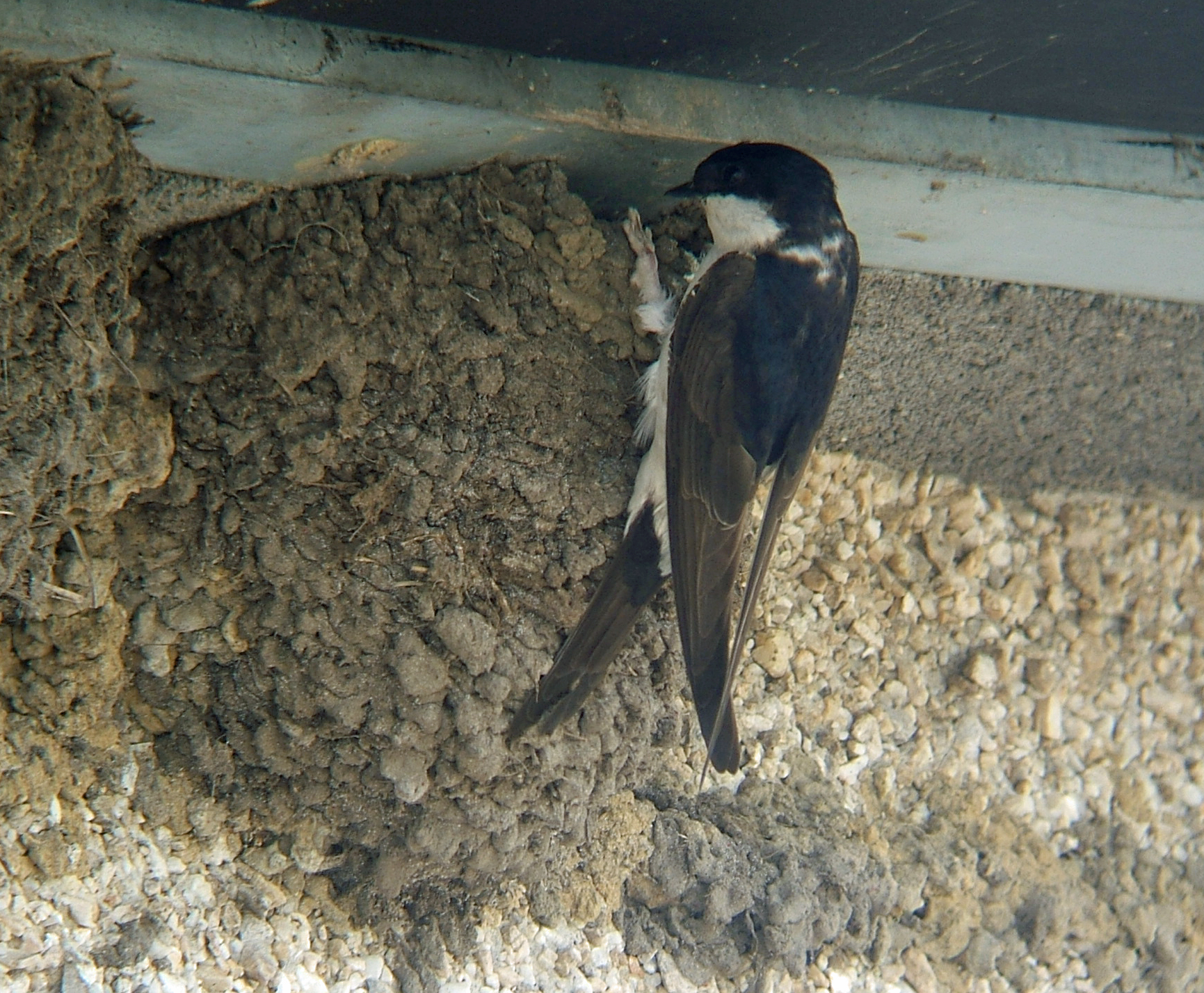
巣
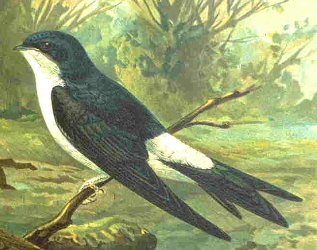
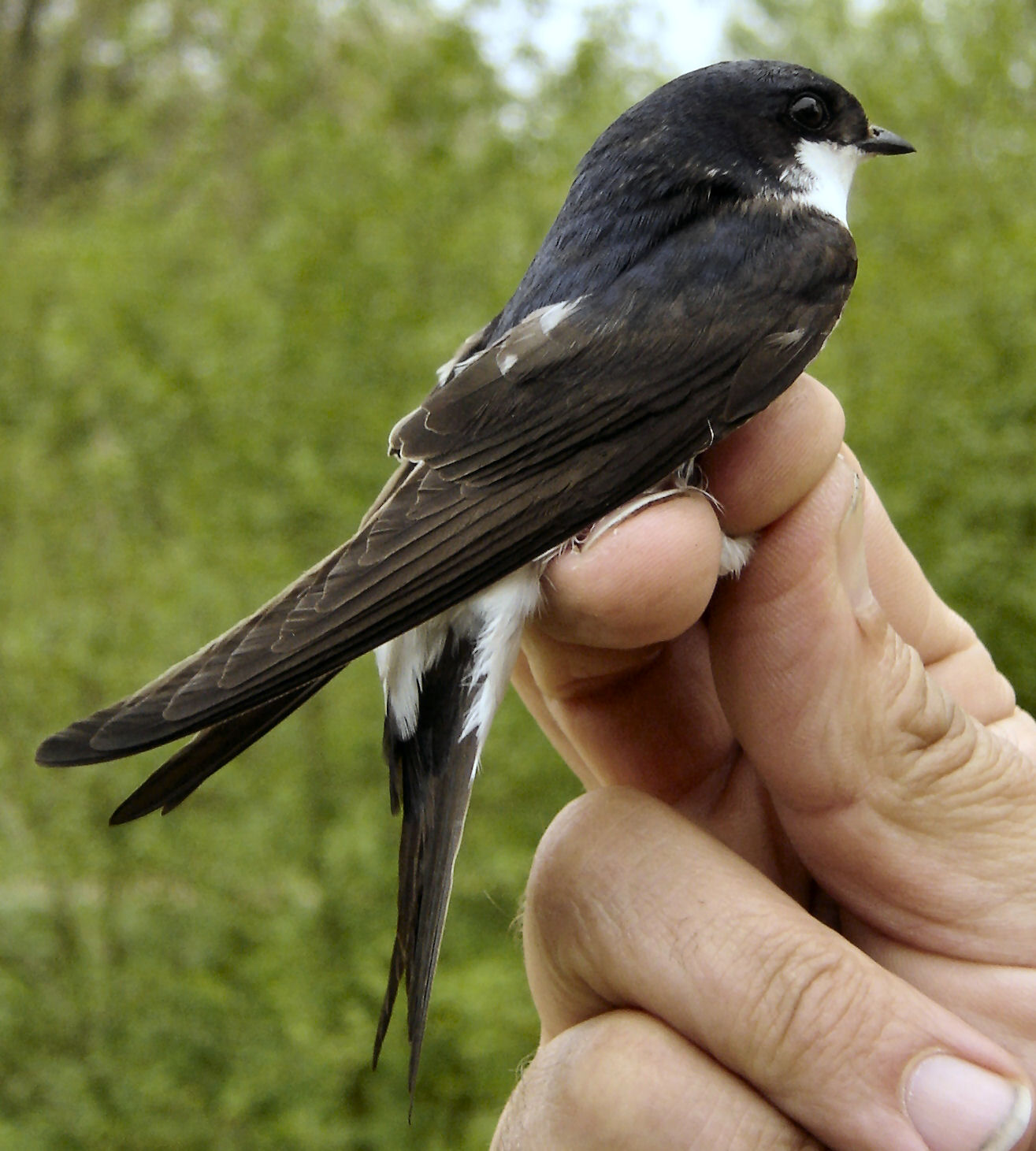
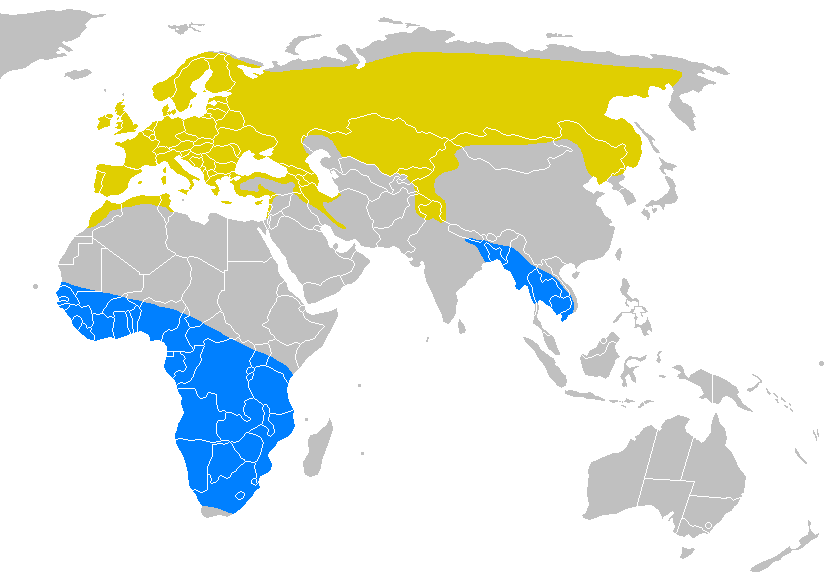
分布図

## 参照・注釈
1. ↑  Delichon urbica  (Species Factsheet by BirdLife International)